# Mușetești, Gorj
Mușetești este satul de reședință al comunei cu același nume din județul Gorj, Oltenia, România.

## Vezi și
- Biserica de lemn din Mușetești
- Biserica de lemn din Mușetești-Sârbești

## Imagini

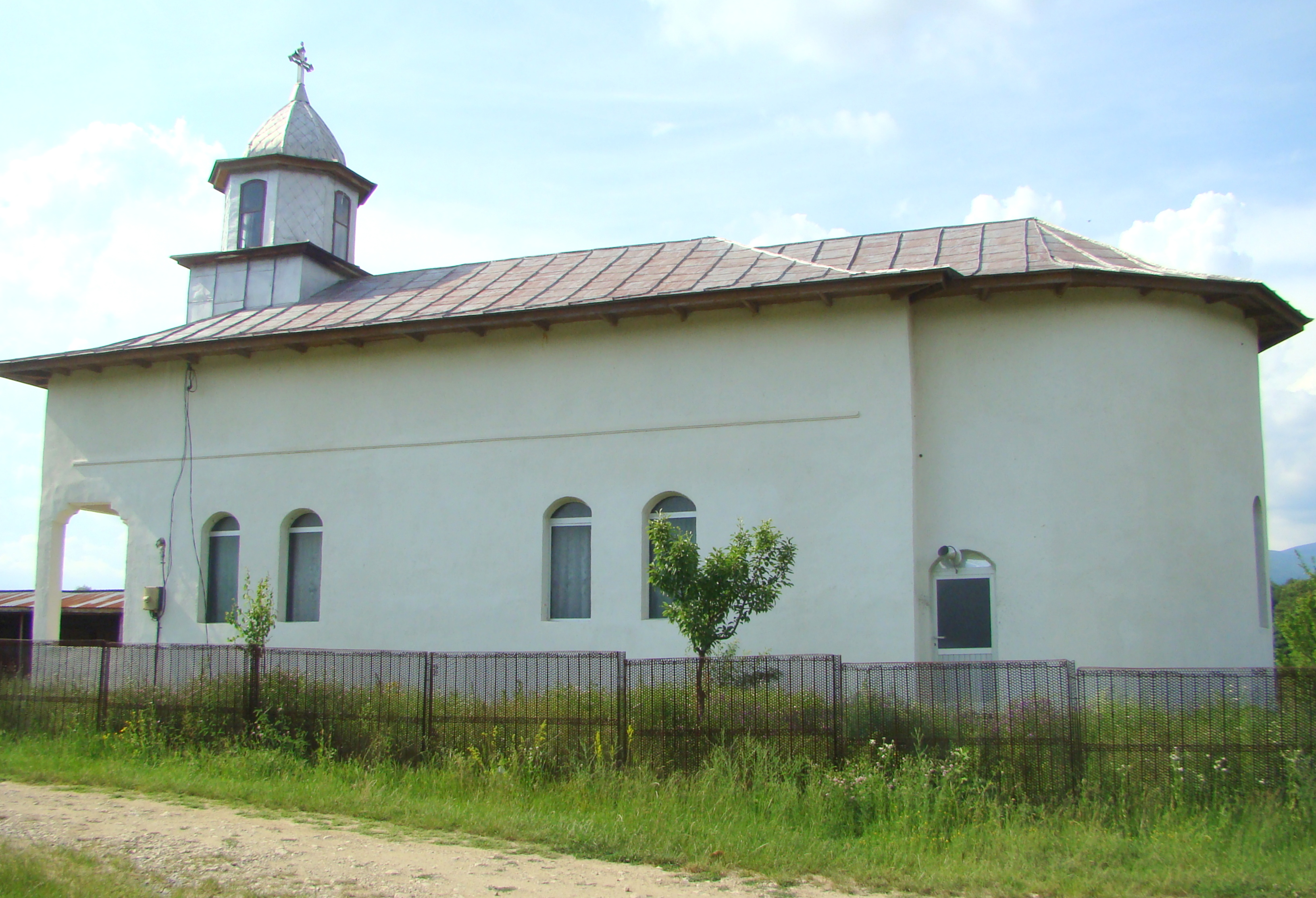
Biserica ortodoxă de zid din cătunul Sârbești
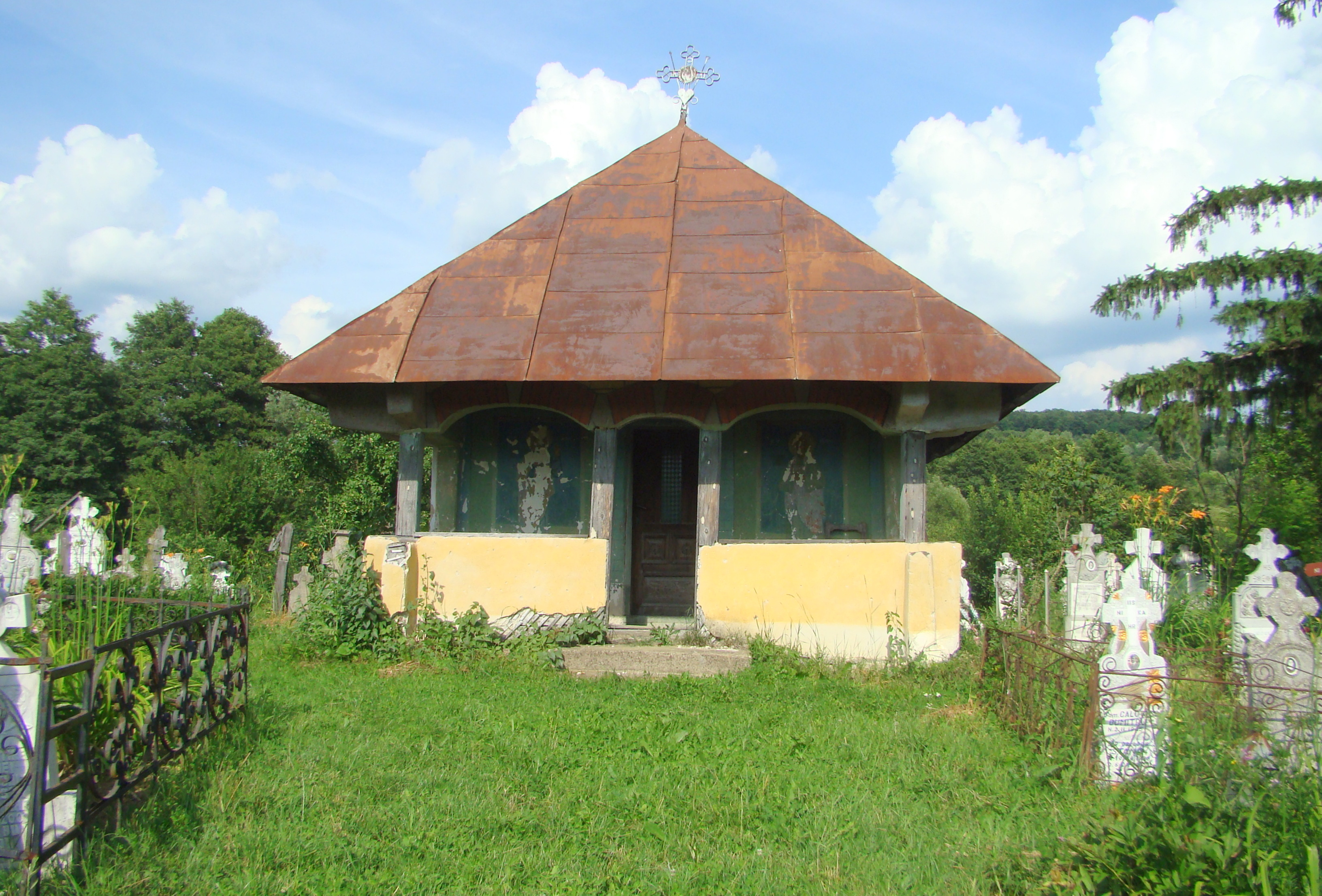
Biserica de lemn „Sfântul Nicolae” din cătunul Sârbești (monument istoric)

 Acest articol despre o localitate din județul Gorj este deocamdată un ciot. Puteți ajuta Wikipedia prin completarea lui.